# Wahnesia gizo
Wahnesia gizo – gatunek ważki z rodziny Argiolestidae. Opisał go Vincent J. Kalkman w 2008 roku pod nazwą Argiolestes gizo.
Owad ten jest endemitem Wysp Salomona, gdzie występuje na Gizo, Vella Lavella i Rendovo.